# Conure aztèque
Eupsittula nana
Espèce
Statut de conservation UICN

 NT  : Quasi menacé
Statut CITES
La Conure aztèque (Eupsittula nana, anciennement Aratinga nana) est une espèce de psittacidés néotropicaux.

## Taxinomie
Suivant une étude phylogénique de Remsen et al. (2013), le genre Aratinga est entièrement redéfini pour être monophylétique. Le Congrès ornithologique international répercute ces changements dans sa classification de référence version 3.5 (2013), et la Conure aztèque est déplacée vers le genre Eupsittula.

### Sous-espèces
D'après la classification de référence (version 5.1, 2015) du Congrès ornithologique international, cette espèce est constituée des sous-espèces suivantes (ordre phylogénique) :
- Eupsittula nana vicinalis Bangs & Penard, TE, 1919 ; nord-est du Mexique ;
- Eupsittula nana astec (Souancé, 1857) ; du sud-est du Mexique à l'ouest du Panama ;
- Eupsittula nana nana (Vigors, 1830) ; Jamaïque ;

Handbook of the Birds of the World (checklist 2014) sépare cette espèce en deux espèces : d'une part la sous-espèce nana devient la Conure naine ; d'autre part, les sous-espèces astec et vicinalis deviennent la Conure aztèque.